# Диноксантин
Диноксантин — ксантофилл, обнаруженный у динофлагеллят. Это соединение — потенциальный антиоксидант и, возможно, защищает динофлагеллят от активных форм кислорода.